# Eccellenza Puglia 1998-1999
Il campionato italiano di calcio di Eccellenza regionale 1998-1999 è stato l'ottavo organizzato in Italia. Rappresenta il sesto livello del calcio italiano.
Questo è il campionato regionale della regione Puglia.

## Aggiornamenti
- L'Unione Sportiva Pro Italia Galatina si è fusa con l'Unione Sportiva Aradeo (promossa nel precedente campionato in Serie D), acquisendo così il diritto a disputare la Serie D 1999-2000.

## Squadre partecipanti
| Squadra                      | Città                  |
| ---------------------------- | ---------------------- |
| A.C. Ars et Labor Grottaglie | Grottaglie (TA)        |
| Brindisi Calcio              | Brindisi (BR)          |
| A.S. Castellana              | Castellana Grotte (BA) |
| A.S. Castellaneta            | Castellaneta (TA)      |
| U.S. Corato                  | Corato (BA)            |
| A.C. Filanto Gallipoli       | Gallipoli (LE)         |
| A.S. Ginosa                  | Ginosa (TA)            |
| U.G. Manduria Sport          | Manduria (TA)          |
| S.S. Manfredonia Calcio      | Manfredonia (FG)       |
| A.C. Massafra                | Massafra (TA)          |
| Ostuni Sport                 | Ostuni (BR)            |
| A.S. Ruvo                    | Ruvo di Puglia (BA)    |
| U.S. Squinzano               | Squinzano (LE)         |
| U.S. Taurisano               | Taurisano (LE)         |
| A.C. Virtus Locorotondo      | Locorotondo (BA)       |
| U.S.C. Virtus Martano        | Martano (LE)           |

## Classifica finale
|  | Pos. | Squadra            | Pt | G  | V  | N  | P  | GF | GS | DR  |
|  | ---- | ------------------ | -- | -- | -- | -- | -- | -- | -- | --- |
|  | 1.   | Virtus Locorotondo | 59 | 28 | 17 | 8  | 3  | 44 | 19 | +25 |
|  | 2.   | Manfredonia        | 57 | 28 | 16 | 9  | 3  | 46 | 19 | +27 |
|  | 3.   | Castellaneta       | 56 | 28 | 17 | 5  | 6  | 48 | 31 | +17 |
|  | 4.   | Manduria           | 43 | 28 | 11 | 10 | 7  | 35 | 27 | +8  |
|  | 5.   | Taurisano          | 41 | 28 | 11 | 8  | 9  | 41 | 43 | -2  |
|  | 6.   | Ostuni             | 38 | 28 | 9  | 11 | 8  | 32 | 26 | +6  |
|  | 7.   | Ruvo               | 35 | 28 | 10 | 5  | 13 | 32 | 26 | +6  |
|  | 8.   | Ginosa             | 34 | 28 | 8  | 10 | 10 | 30 | 32 | -2  |
|  | 9.   | Massafra           | 33 | 28 | 8  | 9  | 11 | 30 | 35 | -5  |
|  | 10.  | Grottaglie         | 33 | 28 | 8  | 9  | 11 | 32 | 41 | -9  |
|  | 11.  | Brindisi           | 32 | 28 | 7  | 11 | 10 | 28 | 37 | -9  |
|  | 12.  | Squinzano          | 31 | 28 | 6  | 13 | 9  | 30 | 31 | -1  |
|  | 13.  | Virtus Martano     | 28 | 28 | 7  | 7  | 14 | 29 | 45 | -16 |
|  | 14.  | Castellana         | 26 | 28 | 5  | 11 | 12 | 20 | 34 | -14 |
|  | 15.  | Corato             | 17 | 28 | 3  | 8  | 17 | 27 | 58 | -31 |
|  | ---. | Filanto Gallipoli  | -- | -- | -- | -- | -- | -- | -- | 0   |

Legenda:
      Promosso nel Serie D 1999-2000.
 Ammesso ai Play-Off nazionali.
      Retrocesso in Promozione Puglia 1999-2000.
      Squadra ritirata e/o esclusa dalla competizione.
 Promozione diretta.
 Retrocessione diretta.
 Ritirato dalla competizione a campionato in corso.
Note:
Tre punti a vittoria, uno a pareggio, zero a sconfitta.
Filanto Gallipoli radiato dai ruoli FIGC per aver rinunciato a disputare tre partite e per motivi finanziari.